# Habila Tyiakwonaboi Daboh
Habila Tyiakwonaboi Daboh (* 10. Juni 1970 im Gebiet von Zangon Kataf, Kaduna) ist ein nigerianischer römisch-katholischer Geistlicher und Bischof von Zaria.

## Leben
Habila Tyiakwonaboi Daboh studierte Philosophie und Theologie an den Priesterseminaren Saint Thomas Aquinasin Makurdi und Saint Augustine’s in Jos. Am 10. Juli 1999 empfing er das Sakrament der Priesterweihe für das Erzbistum Kaduna.
Nach der Priesterweihe war er zunächst bis 2003 Kaplan an der Kathedrale von Kaduna und ab 2001 zusätzlich Schulseelsorger am Federal Kaduna Polytechnic. Von 2003 bis 2006 studierte er in Rom an der Päpstlichen Universität Gregoriana und erwarb das Lizenziat in Kirchengeschichte. Nach der Rückkehr in die Heimat war er Pfarrer in Kakuri und erwarb 2009 an der Ahmadu Bello University in Zaria ein Diplom in Erziehungswissenschaft. Von 2006 bis 2008 war er zudem Dozent am Priesterseminar in Kaduna und von 2008 bis 2016 Rektor des Knabenseminars des Erzbistums in Katari. Von 2010 bis 2016 war er außerdem Dekan des Dekanats Dogon Kurmi. Von 2016 bis zu seiner Ernennung zum Bischof war er Regens des Priesterseminars in Kaduna. 2019 wurde er an der University of Jos im Fach Kirchengeschichte promoviert.
Papst Franziskus ernannte ihn am 21. September 2023 zum Bischof von Zaria. Die Bischofsweihe empfing er am 14. Dezember desselben Jahres in Zaria.